# АО Епископи
АО Епископи (Greek: Αθλητικός Όμιλος Επισκοπής, Athlitikos Omilos Episkopis), е гръцки футболен отбор от град Епископи, район Ретимно, остров Крит. Състезава се в третото ниво на Гърция, Лига 2.
Клубът участва в Делта Етники в продължение на 11 сезона, а през 2012 г. извоюва правото си за пръв път да участва във футболна лига 2, като шампион на Гама Етники в 10 група.

## Успехи
- Делта Етники, група 10 (4 дивизия)
- Шампион (1): 2012
- Шампионат на Ретимно FCA
- Шампион (2): 1990, 2001
- Купа на Ретимно FCA
- Победител (3): 2003, 2007, 2010

## Български футболисти
- Виктор Шишков 2015 – 2016
- Радослав Бачев 2015 – 2016
- Руслан Иванов 2015 – 2016